# رنسانس هارلم
رِنِسانس هارلم (به انگلیسی: Harlem Renaissance) نهضت هنری و ادبی آمریکائیان آفریقایی‌تبار بود که در دهه‌های ۱۹۲۰ و ۱۹۳۰ جریان داشت. این نهضت در آغاز «جنبش نو سیاه‌پوستان» نام گرفته بود و در محله هارلم نیویورک تمرکز داشت. رنسانس هارلم را می‌توان احیای فکری و فرهنگی موسیقی، رقص، هنر، مد، ادبیات، تئاتر، سیاست و دانش آمریکائیان آفریقایی‌تبار نامید. هارلم در آن زمان مقصد نهایی بیشتر سیاهانی بود که از شرایط نژادپرستانه حاصل از قوانین جدایی نژادی در جنوب می‌گریختند. اگر چه هارلم خاستگاه این جنبش بود، اما بسیاری از نویسندگان سیاه‌پوست فرانسوی که در پاریس زندگی می‌کردند نیز تحت تأثیر این جنبش قرار گرفتند.
از چهره‌های برجسته این جنبش لنگستون هیوز، رمان‌نویس و شاعر سیاه‌پوست بود.

## پیشینه
رنسانس هارلم مرحله‌ای از جنبش بزرگ‌تر سیاه‌پوستان بود که در اوایل قرن بیستم پدیدار شد و به نوعی آغازگر جنبش حقوق مدنی در اواخر دهه ۱۹۴۰ و اوایل دهه ۱۹۵۰ بود. پایه‌های اجتماعی این جنبش مهاجرت بزرگ آمریکائیان آفریقایی‌تبار از روستاها به فضاهای شهری و به ویژه از جنوب به شمال بود. از دیگر دلایل شکل‌گیری جنبش نو سیاه‌پوستان افزایش چشمگیر سطح سواد، ایجاد نهادهای ملی پیگیری حقوق مدنی سیاه‌پوستان و باز شدن فضای اجتماعی اقتصادی بود.

## میراث و تأثیر
رنسانس هارلم دوره‌ای انقلابی بود. ناشران برای اولین بار نویسندگان سیاه‌پوست را جدی گرفتند. هنرمندان و نوازندگان سیاه‌پوست در سراسر کشور محبوب شدند. این شناخت به ایجاد غرور نژادی در سیاه‌پوستان در ایالات متحده کمک کرد. به این ترتیب، رنسانس هارلم در ایجاد زمینه‌ای برای شکل‌گیری و گسترش جنبش پان‌آفریقا و حقوق مدنی سیاه‌پوستان راهگشا بود.